# Rhagada plicata
Rhagada plicata är en snäckart som beskrevs av Preston 1914. Rhagada plicata ingår i släktet Rhagada och familjen Camaenidae. Inga underarter finns listade i Catalogue of Life.